# Казабьянка, Люк Жюльен Жозеф
Люк Жюльен Жозеф Казабьянка (7 февраля 1762 — 1 августа 1798) — французский морской офицер корсиканского происхождения, капитан, национальный герой.

## Биография
Из семьи, влиятельной на Корсике. Как считается, родственник генерала Рафаэля Казабьянки. Начал службу во французском королевском флоте, был депутатом Конвента от Корсики, позднее стал членом Совета Пятисот. Был командиром линейного корабля «L’Orient», флагмана французской эскадры, который доставил лично Наполеона Бонапарта и его свиту в Египет на начальном этапе Египетской экспедиции.
В морском сражении при Абукире 1 августа 1798 года, в ходе которой британский адмирал Горацио Нельсон разгромил французский флот в Абукирской бухте, капитан Казабьянка проявил мужество и героизм. Во время битвы он приказал Джоканте, своему 10-летнему сыну, который сопровождал его в морском походе, оставаться на определённом месте, пока он не позовет его. Казабьянка погиб, его корабль горел, но мальчик, который не знал о смерти своего отца, отказался покинуть свой пост без его приказа. Когда огонь достиг порохового погреба, взрывом были уничтожены и сам флагманский корабль, и сын капитана, и большая часть экипажа, и командующий французским флотом, адмирал де Брюе.

## Отражение в культуре

### Стихотворение
Мальчишка стоял на пылающей палубе

Откуда бежали все, кроме него;

Вокруг — лица мёртвых с глазами-провалами,

Корабль готов погрузиться на дно.

И, всё же, красивый и яркий стоял он,

Рождённый, чтоб править в огне и дыму.

И пламя на мачтах, с кровавым оскалом,

Склонившись над ним, подчинялось ему.

И, сколько б пожары вокруг не шатались,

Но он не уйдёт не услышав команды:

Его капитан и отец приказанье

Ему дал остаться на палубе бранной.

Наконец он воскликнул: «Отец, отвечай мне:

Всё ещё не исполнен приказ этот странный?»

Непонятным ответом взлетела с печалью

С мачты чайка, что видела труп капитана...

Тщетно юнга звал снова — его заглушали

Гром и грохот орудий, отвага и страх. 

На ветру его волосы с дымом сплетали

Панегирик сраженьям в солёных морях.

Юнга крикнул ещё раз, прекрасен в отчаянии...

Саваном парус ему послужил.

Флагман горящий в трескучем молчании

Корсиканца как норманна похоронил.

И над мачтой последней, где флаг догорает,

Отпечатались знаки в тумане небес:

«Не корабль здесь сгинул, не дерево тает,

Это Верности символ в пучине исчез». 

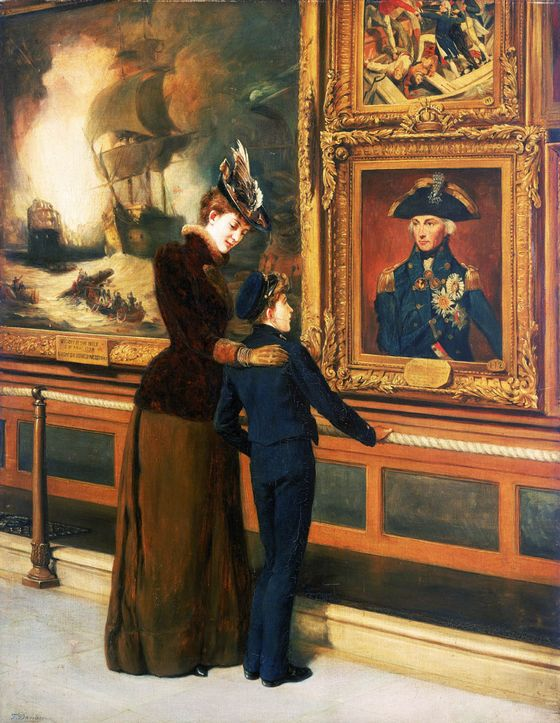
Картина «Гордость и Слава Англии» Томаса Дэвидсона, представляющая собой пример «картины в картине». Знатная дама и её сын, морской кадет, рассматривают картину «Взрыв французского флагманского корабля «L’Orient» в ходе битвы при Абукире» Джорджа Арнальда и портрет адмирала Нельсона работы Лемюэля Эббота.

Трагическая история доблестной гибели капитана и его сына нашла живой отклик как во Франции, так и в Англии. В 1826 году английская поэтесса Фелиция Хеманс создала стихотворение «Казабьянка», которое приобрело большую известность в англоязычных странах, и нередко включалось в школьную программу во второй половине XIX — первой половине XX века.
Широкая известность стихотворения в своё время послужило причиной его использования в других произведениях.
Так, неверная атрибуция стихотворения служит как ключевым сюжетным приемом, так и повторяющейся шуткой в романе П. Г. Вудхауза «Удача Бодкинов» (1935).
Первая строка стихотворения Херманс служит заглавием, а сам стих — источником вдохновения для рассказа К. С. Форестера «Мальчик стоял на горящей палубе». В варианте Форестера герой, по имени Эд Джонс, остается на своем посту на борту вымышленного корабля USS Boon во время битвы при Мидуэе.
С другой стороны, в силу некоторой заезженности, стихотворение неоднократно становилось предметом пародий, некоторые из которых вышли из под пера известных авторов, таких, как Спайк Миллиган, Эрик Моркам и Элизабет Бишоп.

### Другие упоминания
Историю капитана Казабьянки и его сына упоминает Брем Стокер в романе «Дракула», где в главе VII, в газетном репортаже о великом шторме, погибший капитан корабля «Деметра» сравнивается с «юным Казабьянкой».

### В живописи
Среди картин, изображающих гибель корабля «L’Orient»  — ключевой эпизод битвы при Абукире, наиболее известна картина художника Джорджа Арнальда (1763—1841), которая, в свою очередь, используется как «картина в картине» в не менее известном полотне художника Томаса Дэвидсона «Гордость и Слава Англии». Обе картины сегодня находятся в коллекции лондонского Национального морского музея.

### Память
Имя капитана Люка Казабьянки последовательно было присвоено семи французским военным кораблям, начиная с джермы, курсировавшей по Нилу (1798), включая подводную лодку времён Второй мировой войны «Casabianca (Q183)», и заканчивая двумя атомными подводными лодками, одна из которых была списана в 2016 году, а вторая (ПЛАТ, тип «Барракуда») строится.
Лицей имени Джоканте Казабьянки в Бастии, Корсика, назван в честь сына капитана.